# Naohisa Takató
Naohisa Takató (japonsky 高藤直寿, * 30. květen 1993 v Šimocuke, prefektura Točigi, Japonsko) je japonský zápasník – judista, bronzový olympijský medailista z roku 2016.

## Sportovní kariéra
S judem začínal v 7 letech. Do japonské seniorské reprezentace se prosadil v roce 2012 jako student Tókai University. V srpnu 2014 prohrál po dlouhých 2,5 letech zápas na mezinárodní scéně, v semifinále mistrovství světa v Kazani ho nejmenším možným rozdílem (šido) porazil domácí Beslan Mudranov. V dalších měsících dokonce na chvíli vypadl z reprezentace po sporu s reprezentačním trenérem Kóseiem Inouem za nekázeň. V roce 2016 si vybojoval nominaci na olympijské hry v Riu. Ve druhém kole hodil hned v úvodu uči-matou na ippon Čecha Pavla Petřikova mladšího, ve čtvrtfinále však nečekaně zaváhal s Gruzíncem Amiranem Papinašvilim. V opravách se probojoval do boje o třetí místo, ve kterém porazil Ázerbájdžánce Orchana Safarova a vybojoval bronzovou olympijskou medaili.
Naohisa Takató je levoruký komplexně technicky vybavený judista, autor krásných ipponů. Má v oblibě především nožní techniky (aši-waza), ve kterých převládájí techniky ko-uči-gari a o-uči-gari.

### Vítězství
- 2012 - 3x světový pohár (Moskva, Taškent, Kano Cup)
- 2013 - 3x světový pohár (Paříž, Ťumeň, Kano Cup)
- 2014 - 1x světový pohár (Budapešť)
- 2015 - 2x světový pohár (Paříž, Kano Cup), Masters (Rabat)
- 2017 - 1x světový pohár (Paříž)

## Výsledky
| Olympijské hry    |    |   |    | — |    |    |   | 3. |    |  |  |  |  |  |  |  |  |  |  |  |  |  |  |
| Mistrovství světa | —  | — | —  |   | 1. | 3. | — |    | 1. |  |  |  |  |  |  |  |  |  |  |  |  |  |  |
| Asijské hry       |    | — |    |   |    | —  |   |    |    |  |  |  |  |  |  |  |  |  |  |  |  |  |  |
| Mistrovství Asie  | —  |   | —  | — | —  |    | — | —  | 1. |  |  |  |  |  |  |  |  |  |  |  |  |  |  |
| MS juniorů        | —  | — | 1. |   |    |    |   |    |    |  |  |  |  |  |  |  |  |  |  |  |  |  |  |
| MS dorostenců     | 1. |   |    |   |    |    |   |    |    |  |  |  |  |  |  |  |  |  |  |  |  |  |  |